# Mszczonów
Mszczonów je město v Polsku v Mazovském vojvodství v okrese Żyrardów. Je správním střediskem stejnojmenné městsko-vesnické gminy. Nachází se asi 10 km jihovýchodně od Żyrardówa a asi 47 km jihozápadně od Varšavy. V roce 2024 zde žilo 6 065 obyvatel.
V roce 2020 zde byl vybudován Deepspot, tehdy nejhlubší potápěčský bazén na světě (k roku 2024 s hloubkou 45,4 m druhý nejhlubší).

## Poloha
Kolem města prochází rychlostní silnice S8 a státní silnice 50. Protéká tudy potok Okrzesza, který se vlévá do řeky Pisia Gągolina (jedna ze zdrojnic řeky Pisia). Nachází se zde kostel svatého Jana Křtitele, kostel svatého Otce Pia a dva hřbitovy.